# 勢揃坂

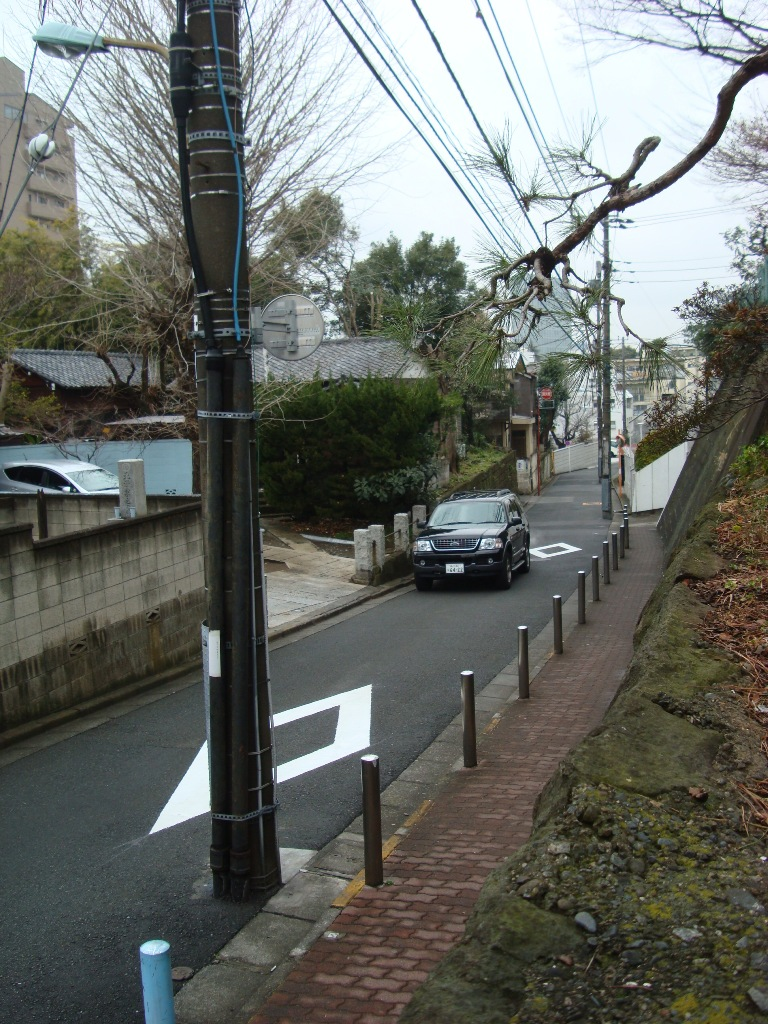
勢揃坂

勢揃坂（せいぞろいざか）は、東京都渋谷区にある坂である。渋谷区内に残る古道のひとつ。俗に源氏坂（げんじざか）とも呼ばれた。

## 概要
勢揃坂は、現在の住所で渋谷区神宮前二丁目の旧國學院大學幼児教育専門学校（現在は國學院高等学校第二記念館）とその向かいの龍巌寺のあいだを登って、熊野神社（青山熊野神社）前に至る坂道である。勢揃坂は緩い勾配の坂で、渋谷区内に残る古道のひとつである。勢揃坂の西側には、1964年東京オリンピックの開催に合わせて整備された外苑西通り（キラー通り）が並走しており、現在の勢揃坂は交通の少ない裏通りとなっている。
この坂はかつて鎌倉道（鎌倉街道）の一部であったとの説もある古い坂道で、勢揃坂の名は後三年の役の際に奥州へ出陣する八幡太郎義家が永保3年（1083年）、ここで軍勢を揃えたとの言い伝えによる。このときに従軍した武士のなかには、桓武平氏良文の嫡流にあたり渋谷氏の祖でもある秩父十郎武綱がおり、参陣して手柄を立てたという伝説もある。
勢揃坂沿いには近衛歩兵第四連隊跡に建つ國學院高等学校のほか、龍巌寺（竜巌寺）や慈光寺といった寺院がある。また、坂の東側一帯は都営原宿アパートであるが、一説では現在の勢揃坂よりも二・三丁東南にあたる青山往還に出るあたりが元々の勢揃坂であったともいわれる。

## 龍巌寺

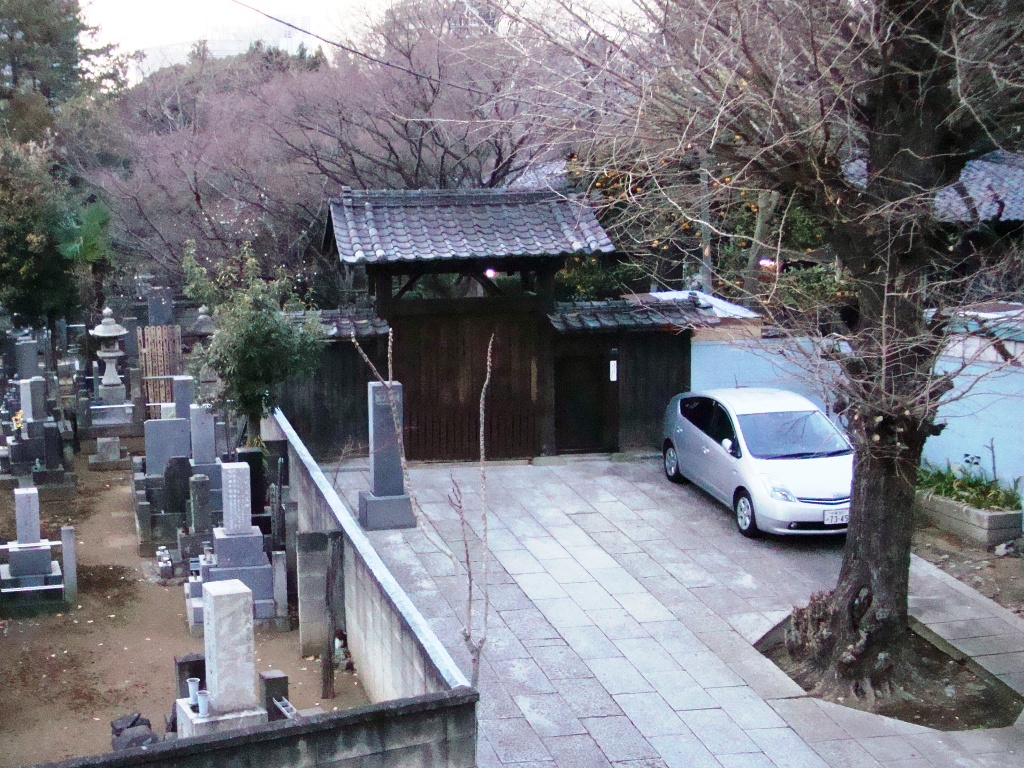
竜巌寺

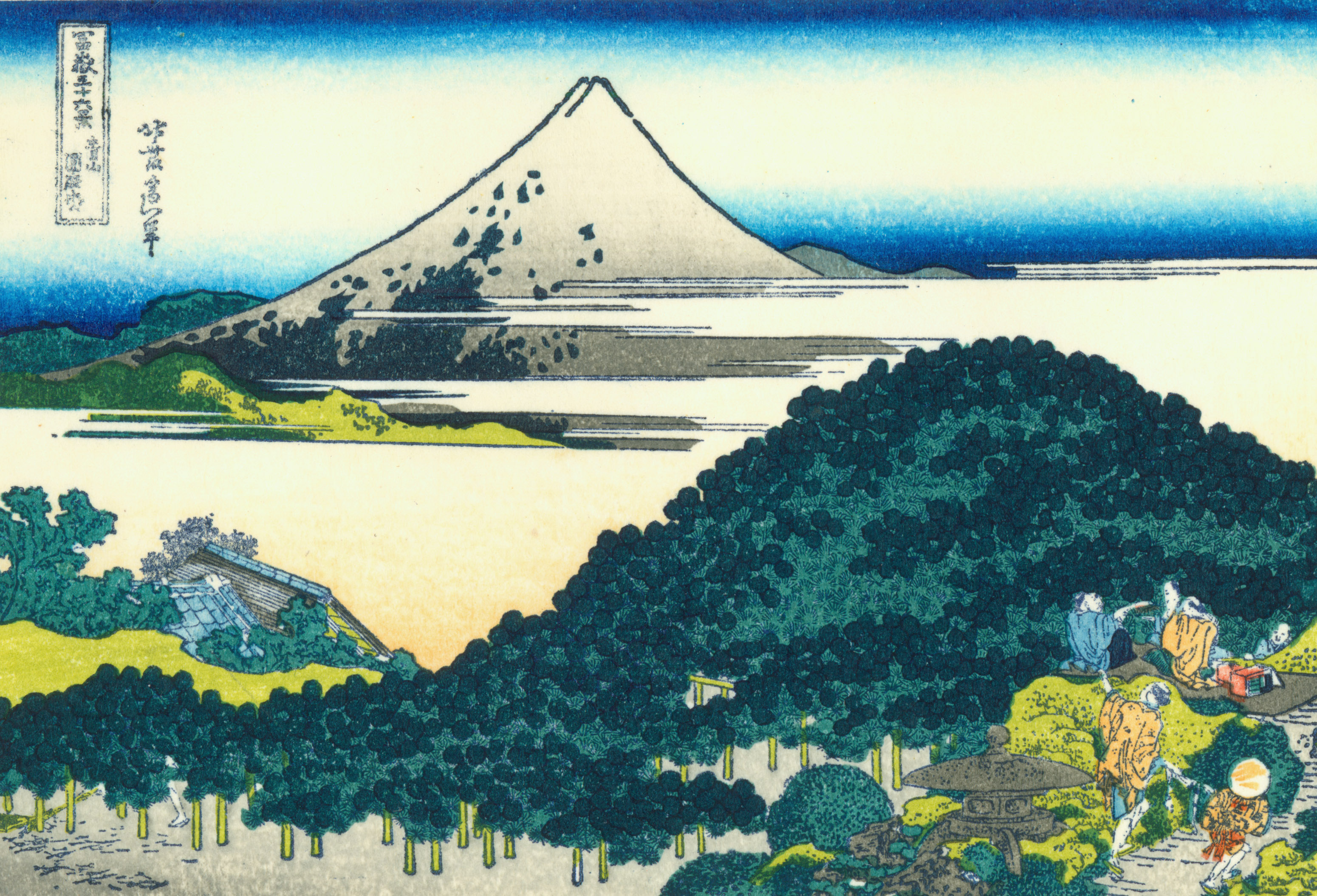
青山円座松
葛飾北斎 『富岳三十六景』

龍巌寺（りゅうがんじ、竜巌寺）は、勢揃坂の途中にあって古風な山門を持つ、臨済宗の寺である。山号を古碧山という。
かつて龍厳寺には松の名木、『笠松』、またの名を『円座の松』があった。この松は江戸時代には葛飾北斎の浮世絵（「青山円座松」）や歌川広重（「竜巌寺円座の松」）に描かれ、『江戸名所図会』にも取り上げられる名所であった。
龍巌寺の山門を入って右手の奥には、八幡太郎義家が腰を掛けたと伝えられる石「腰掛石」が残っている。義家はこの寺の天満宮で出陣の連句をやって社前に奉納したことがあって、この天満宮は俗に句寄（くよせ）の天神とも呼ばれた。
また、龍巌寺の境内には松尾芭蕉の句碑「春もやや けしきととのふ 月と梅」もあるが、この句碑の上部はアメリカ軍による空襲によって破壊されたことから欠損している。
本堂前の墓地には安芸広島藩主であった浅野家の墓所があり、浅野長勲など円墳型の4基の墓が建っている。また、この墓地には蘭学者の湊長安、蛮社の獄に関連して自害した蘭学者・小関三英（戒名は黄雲院俊峰三居士）の墓もある。
- 住所: 東京都渋谷区神宮前二丁目3-8（北緯35度40分24.8秒 東経139度42分47.4秒 / 北緯35.673556度 東経139.713167度）

## 慈光寺

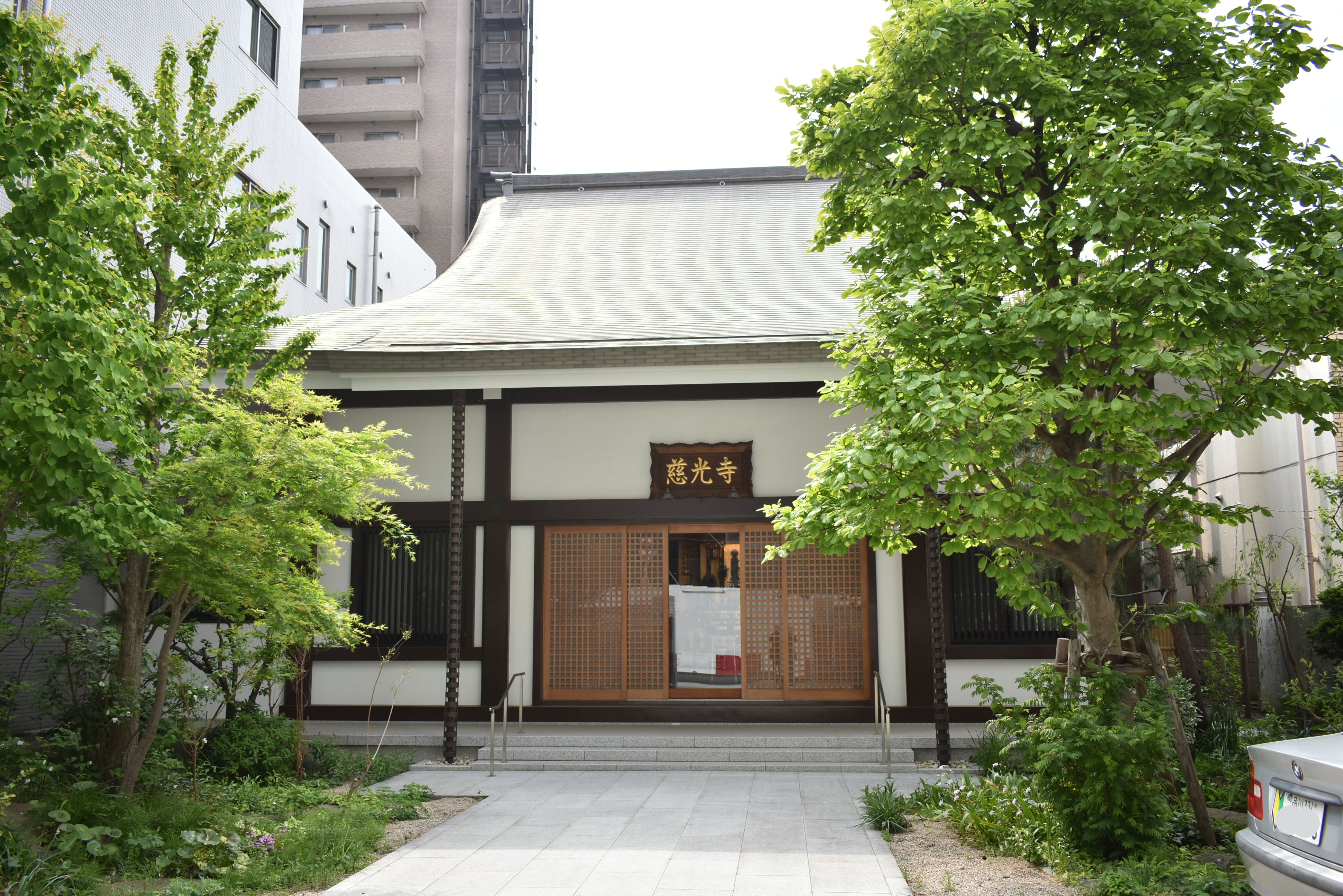
慈光寺（2019年4月21日撮影）

慈光寺（じこうじ）は、龍巌寺の並び、勢揃坂の上り口付近にある寺である。山号を青野山という。
寺は元和元年（1615年）、徳川家康の遠縁にあたる智鏡によって赤坂・一ツ木に建立され、元禄8年（1695年）に現在地に移った。現在、本堂をはじめ境内の建物は2009年（平成21年）に改築された近代的なものに代わっている。
- 住所: 東京都渋谷区神宮前二丁目3-2（北緯35度40分27.2秒 東経139度42分47.6秒 / 北緯35.674222度 東経139.713222度）

## 新編武蔵風土記稿の記述
「原宿村（中略）当所は古へ相模国鎌倉より奥州筋の往還係て宿駅を置し所故此名ありと、又村内竜岩寺の伝に、往昔源義家奥州下向の時、渋谷城に滞留し当所にて軍勢着到せし故、今に門前の小坂を勢揃坂と唱ふと云、当時街道なりし事証すへし、村の東青山五十人町の通衛は今も相模国矢倉沢に達する往還なり」